# 海道左近
海道 左近（かいどう さこん）は、日本のライトノベル作家。
代表作は、小説投稿サイト「小説家になろう」にて2015年10月より連載中である『＜Infinite Dendrogram＞-インフィニット・デンドログラム-』。2016年11月よりHJ文庫（ホビージャパン）にて刊行されている。本作は、2016年の「小説家になろう」VRゲーム部門の年間ランキング1位など、様々な実績を残している。
なお、2022年4月現在、今までに公開された作品はすべて閲覧が可能。